# Cyclotynaspis
Cyclotynaspis is een geslacht van wantsen uit de familie van de Tingidae (Netwantsen). Het geslacht werd voor het eerst wetenschappelijk beschreven door Montandon in 1892.

## Soorten
Het genus is monotypisch en bevat alleen de volgende soort:

- Cyclotynaspis acalyptoides Montandon, 1892